# Amelia Vega
Amelia Vega Polanco (Santo Domingo, 7 de novembro de 1984) é  uma dominicana que venceu o Miss Universo 2003. 
Ela foi a primeira e única representante (até janeiro de 2021) da República Dominicana a vencer o concurso e sua mãe, Patricia Polanco, havia representado a República Dominicana no Miss Mundo 1980.  
Mora nos Estados Unidos, é casada com o jogador da NBA Al Horford e tem quatro filhos.  
Segundo o website especializado em calcular os bens e dinheiro das celebridades, o Celebrity Net Worth, ela tem uma fortuna de cerca 1 milhão de dólares. 

## Biografia
Amélia foi criada pela mãe e pela avó, já que seu pai não morava na República Dominicana, e se preparava para iniciar uma carreira na TV antes de participar dos concursos de beleza, reportou a Hola em 2003. Aos 15 anos, segundo o Celebrity Net Worth, ela havia gravado seu primeiro demo, iniciando sua carreira artística em musicais na sua cidade-natal.  
Segundo a Mamás Latinas em novembro de 2020, ela visitava Porto Rico com frequência, já que uma de suas avós morava neste país. 

## Participação em concursos de beleza

### Miss República dominicana
Amelia foi coroada Miss República Dominicana aos 17 anos, o que lhe deu o direito de participar do Miss Universo no ano seguinte. 

### Miss Universo
Amelia venceu o concurso com apenas 18 anos de idade, no dia 3 de junho de 2003, na Cidade do Panamá, tendo sido então a mais jovem vencedora do concurso desde 1994. 
No concurso, que teve outras 70 concorrentes, ela também ganhou o prêmio de Melhor Traje Típico.  

#### Reinado
Após ser coroada, Amelia se mudou para o apartamento da Organização Miss Universo em Nova York. 
Como Miss Universo 2003, viajou trabalhando extensivamente com organizações internacionalmente conhecidas pelo seus trabalhos ligado a HIV/AIDS, como a Global Health Council, Cable Positive, amfAR, The Elizabeth Glaser Pediatric AIDS Foundation e God's Love We Deliver.  A Mamás Latinas reportou em 2020 que ela visitou mais de 30 países (ou 40, segundo sua biografia oficial ), entre eles, segundo Celebrity Net Word, a China, Indonésia, México, Equador, Camboja, Guiana, Vietnã e Tailândia, assim como países da África.   
Amelia retornou a sua terra natal diversas vezes e, em agosto de 2003, se tornou uma das estrelas da cerimônia de encerramento dos Jogos Pan-americanos de 2003 realizados em sua cidade-natal, Santo Domingo. Nesta ocasião, foi presenteada com uma medalha de honra e chegou a cantar com o tio, Juan Luis Guerra, um dos principais nomes da música dominicana. 
No mês seguinte, Amelia participou apresentou o Grammy Latino de Melhor Álbum de Rock de Grupo Vocal, em Miami, entregando, juntamente com o ex-integrante dos Backstreet Boys Howie D., o gramofone de ouro ao representante do grupo mexicano Maná. 
Mais tarde, neste mesmo ano, ela foi coanfitriã do Festival Presidente de Música Latina, um festival de música de 3 dias, realizado a cada 2 anos na República Dominicana.
Durante seu reinado, Amelia foi a imagem da marca de maquiagens CoverGirl e da cerveja dominicana "Presidente".
No dia 1º de junho de 2004, ela passou o título de Miss Universo para a australiana Jennifer Hawkins, no concurso realizado na cidade de Quito, Equador.

## Vida após os concursos

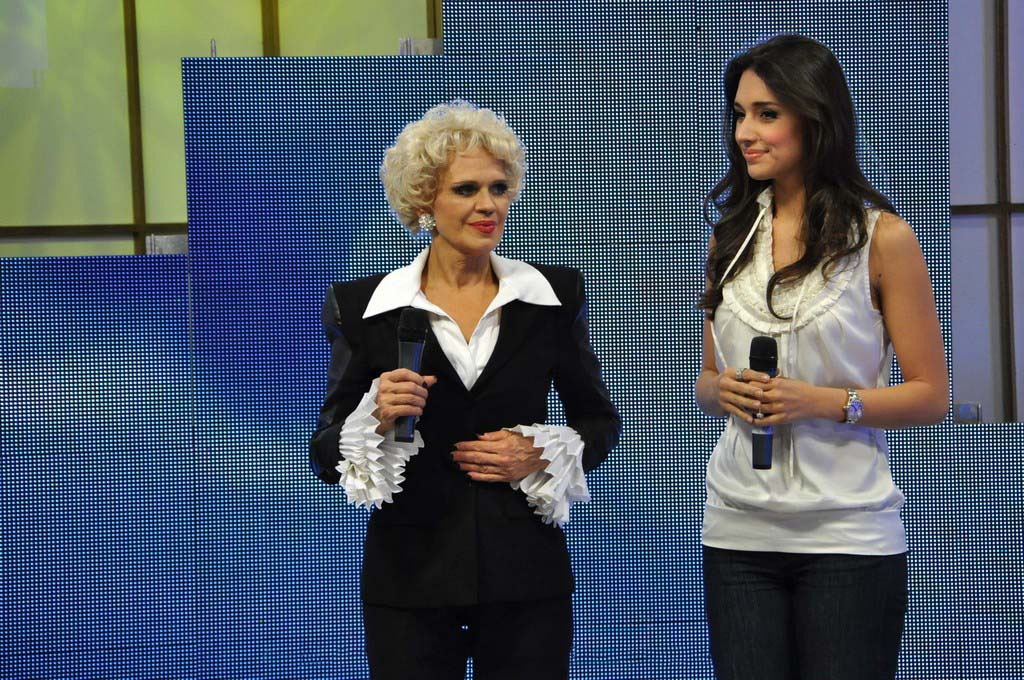
Com a apresentadora Charytín

### Carreira na televisão
- "Late Show with David Letterman" (episódio de 8 de julho de 2003);
- "Premios juventud 2004";
- "Don Francisco Presenta" (episódio de 9 de outubro de 2003 e episódio de 16 de junho de 2004);
- "El Éscandalo del mediodia" (um episódio em 2004);
- "¡Despierta América!" (episódio de 18 de março de 2004 e episódio de 12 de outubro de 2004);
- Jaime Bayly Show (episódio de 28 de Outubro de 2011);
- Cala CNNe (episódio de 08 de dezembro de 2011);

- Em janeiro de 2004, Amelia fez uma breve participação especial na novela Amor Descarnado exibida pela rede Telemundo;
- Em 2005, estreou como apresentadora no reality-show Nuevas Voces de America, produzido por Emilio Estefan, exibido pela rede latina Telemundo. Nessa mesma época, ela terminou seu namoro com o cantor porto-riquenho Shalim Ortiz;[12]
- Em 2006, foi apresentadora do Tributo a Nuestros Héroes, um histórico concerto concebido e produzido por Emilio Estefan, dedicado aos milhares de hispanos que prestam serviço militar, realizado na Estação Naval de Norfolk, Virginia, USA;
- Em março de 2007, apresentou o reality show Suegras, exibido pela Azteca América, subsidiária da TV Azteca nos Estados Unidos);[13]
- Em julho de 2008, Amelia conduziu, pela emissora dominicana Antena Latina, o especial "Miss Universo… nuestra historia", mostrando as telespectadores os momentos mais importantes desse concurso;
- Em 2010, apresentou o reality-show Segunda Oportunidad, junto com Rafael Araneda e Bety Monroe, pela TV Azteca México.

### Carreira no cinema
- Amelia fez sua estreia como atriz no cinema em 2005, com uma breve participação interpretando Minerva Eros, a companheira de um coronel que atuava como testa de ferro do ex-presidente cubano Fulgencio Batista, no filme "A Cidade Perdida" (The Lost City), dirigido pelo ator Andy Garcia;

- Em 2006, interpretou Chanice, no filme independente Homie Spumoni, atuando com Donald Faison e Whoopi Goldberg;

- Em 2011, foi diretora de arte do curta espanhol Nadie es perfecto. Participou ainda da filmagem do documentário Concerto Malaga: Un Verano Excepcional, atuando junto a equipe do departamento de som.

### Carreira como cantora
Em 30 de Agosto de 2010, Amelia lançou seu tão sonhado disco, nomeado Agua Dulce. Dois dias depois, o primeiro single, "Pasa um segundito", foi parar nas listas de sucesso do iTunes. O disco, que conta com 10 faixas, tem três músicas de sua autoria: "Por tí", dedicada a seu tio Mario Polanco, que faleceu em 2010; "Dentro de tí " e "Segunda oportunidad", assim como um dueto com o merengueiro Johnny Ventura em "Tócame la tambora". Amelia contou ainda com a experiência do prestigioso músico e produtor Archie Peña, compositor de hits para Shakira, Paulina Rubio, Madonna, Ricky Martin, entre muitos outros, o álbum foi gravado em partes em Nova Iorque e Santo Domingo. Como promoção de seu álbum, ela se apresentou em Porto Rico, Equador, Panamá, Costa Rica e outros locais.  

### Carreira com escritora
Em 2019, ela lançou seu primeiro livro infantil, “Un día en la vida de Pichín”, cuja venda foi revertida para as crianças com câncer. 

### Premiações e homenagens
- Foi indicada ao Premios Juventud 2004,  na categoria Chica que me quita el sueño. Premios Juventud é um festival realizado pela rede de televisão Univisión para premiar celebridades hispanicas nas áreas de cinema, música, esportes, moda e cultura pop.
- Em maio de 2004, teve uma nova variedade de rosa batizada em seu nome no Equador. A rosa tem pétalas brancas, ligeiramente esverdeadas.[16]
- Foi escolhida para ser a capa do Universal Beauty: The Miss Universe Guide to Beauty, um guia de beleza escrito pelo autor Cara Birnbaum com dicas e segredos de diversas mulheres do mundo todo que já receberam o título de Miss Universo.
- Está entre as 50 mais belas latinas de acordo com a edição de maio de 2006 da renomada revista People en Español.
- Foi escolhida por Donald Trump para fazer parte de um livro com fotos das 13 mais famosas Miss Universo da história, com fotos feitas pelo fotográfo kosovar Fadil Berisha.
- Em 2006, foi novamente indicada ao Premios Juventud, na categoria supermodel, juntamente com as modelos Adriana Lima, Dayanara Torres e Gisele Bündchen.
- Em 2007, fez uma participação especial como modelo convidada no clipe da música "Mi Corazoncito", da banda de reggaeton Aventura.
- Ganhou o prêmio de Mulher do Ano no Latin Pride National Awards 2007, em 27 de Novembro, na cidade de Boston. Latin Pride significa "Orgulho Latino", e esse festival premia as personalidades latinas que foram destaque no ano.
- Em 2008, participou como Rainha Internacional do tradicional Desfile Dominico-Americano do Condado de Hudson, no estado americano de Nova Jérsey juntamente com artistas e líderes políticos. Na ocasião, Amelia foi homenageada recebendo a chave da cidade de Union City. Esta foi a primeira vez que o desfile foi transmitido ao vivo.
- Em 2009,  recebeu o prêmio Jóvenes Sobresalientes de la República Dominicana, da organização JCI Jaycees´ 72.  São premiados, anualmente, dez jovens que se destacaram por seus esforços ao bem estar social, contribuição científica ou tecnológica, ações voltadas a bem estar infantil, a paz mundial, direitos humanos e desenvolvimento esportivo e cultural.
- Em junho, recebeu reconhecimento e foi nomeada embaixadora da segurança vial pela Polícia Nacional do Equador, pelo apoio a uma campanha institucional lançada no país para buscar conscientizar a população com relação a acidentes de trânsito nas ruas e rodovias equatorianas.

### Vida como empresária
Amelia também chegou a ter duas lojas de roupas e acessórios femininos em Miami com o nome de "Essence by Amelia Vega". 

### Família
É casada desde dezembro de 2011 com o jogador da NBA Al Horford, com o qual tem quatro filhos, Ean, Alía, Ava e Nova.   

## Curiosidades

Amelia fez parte do casting da Trump Models

- Com seus 1,85 m, Amelia é a mais alta Miss República Dominicana da história e figura também como uma das mais altas entre as vencedoras do Miss Universo.
- Aos dezoito anos, foi a vencedora mais jovem do Miss Universo desde 1994.
- Amelia Vega mantém o recorde de mais longo reinado de Miss República Dominicana, com uma duração de quase 2 anos, começando em 29 de julho de 2002 e terminando em 3 de abril de 2004.
- A mãe de Amelia Vega, Patricia Polanco, também foi Miss República Dominicana e representou o país no Miss Mundo 1980, mas a vencedora foi a americana Shawn Weatherly.
- É sobrinha do cantor dominicano de merengue Juan Luis Guerra.
- Foi a primeira Miss Universo a representar a prestigiosa marca de cosméticos CoverGirl, e, mesmo após o fim de seu reinado, teve seu contrato renovado por mais 3 anos.
- Em maio de 2004, foi homenageada quando teve uma variedade de rosa batizada em seu nome no Equador. A rosa tem pétalas brancas, ligeiramente esverdeadas.[16]
- Fezparte do casting da agência de modelos Trump Model Management.
- Foi jurada do Miss Universo 2006, aonde a porto-riquenha Zuleyka Rivera saiu vencedora.
- De 25 a 28 de março de 2009, participou como modelo e apresentadora do Green Fashion Miami 2009 - abrindo a Miami Beach Fashion Week. Ela e outras misses de diversos países desfilaram com criações de alguns dos principais nomes da moda na América Latina apresentando coleções outono-inverno feitas de materias reciclados, ecológicos e sustentáveis.
- Em março de 2009 também foi jurada do Miss Equador 2009, onde a estudante Sandra Vinces foi coroada.
- Em maio, participou da nova etapa da campanha "Yo Soy Dewarista" da marca de whisky escocês Dewar's White Label. Além de Amelia, foram também escolhidas outras personalidades dominicanas: Sergio Carlo, apresentador de televisão; Deborah Karter, editora da revista Factoría; Pedro Fernández, campeão nacional de surf e Zoë Saldaña, atriz protagonista do filme "Star Trek". A origem da filosofia dewarista propõe uma vida sem prejuízos e prega a liberdade de pensamento.
- Em novembro, apresentou juntamente com Saul Lisazo o prêmio Fox Sports 4th Edition, na categoria Jogador de futebol aonde o ganhador foi  Rodrigo Palacio do Boca Juniors.
- Apresentou o Premios Juventud 2010, categoria Idolos de Generaciones e, juntamente com Juanes e Diego Torres entregou o prêmio ao seu tio, Luis Guerra, como reconhecimento por toda sua contribuição a música latina.

- Foi apresentadora do Premios Casandra 2010. Este festival, lançado em 1985, visa premiar o melhor da música, arte popular, arte clássica e comunicações da República Dominicana. O festival leva o nome de uma das estrelas mais respeitadas da cultura popular local: Casandra Damirón.
- Foi uma das convidadas para a festa de lançamento de uma nova fragância de perfumes de Puff Daddy.
- Participou como jurada-convidada do reality-show Project Runaway Latin America. (Segunda temporada – Episódio 02)
- Foi embaixadora da Iniciativa SER, campanha social que parte da necessidade em se criar uma comunidade solidária onde se fale sobre a prevenção, diagnóstico e tratamento do câncer de mama. Esta campanha teve início em 2007, liderada pela Sony Pictures Television International e teve apoio da estilista Carolina Herrera, a nível mundial.
- Foi jurada do Miss Universo 2011, ocasião em que a angolana Leila Lopes foi coroada. Meses antes, também havia sido jurada do Miss Panamá 2011.